# Āvar
Āvar (persiska: نام آور, آور, Nām Āvar) är en ort i Iran.   Den ligger i provinsen Teheran, i den centrala delen av landet, 120 km öster om huvudstaden Teheran. Āvar ligger 2 079 meter över havet och antalet invånare är 274.
Terrängen runt Āvar är huvudsakligen kuperad, men åt nordväst är den bergig.Runt Āvar är det ganska glesbefolkat, med 23 invånare per kvadratkilometer. Närmaste större samhälle är Fīrūzkūh, 6,2 km söder om Āvar. Trakten runt Āvar är ofruktbar med lite eller ingen växtlighet.